# RCA (роз'єм)

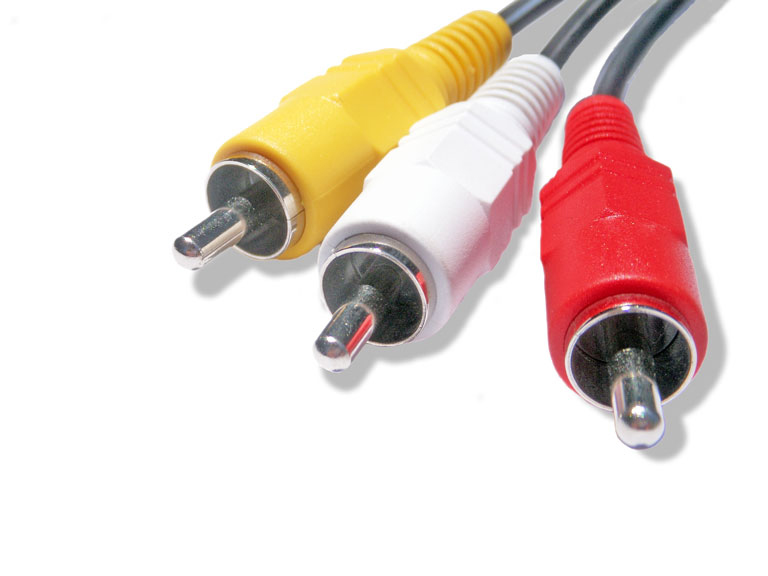
Роз'єми RCA для відеосигналу і стереофонічного звуку

Роз'єм RCA (англ. RCA jack, також англ. phono connector або CINCH/AV connector) — стандарт роз'єму, широко застосовуваний в аудіо- і відеотехніці. Назва RCA постала від назви «Radio Corporation of America», цей тип роз'єму був запропонований у 1940-х роках для підключення фонографів до підсилювачів. Українською та російською мовами цей тип роз'єму часто іменують тюльпаном.
Роз'єми тюльпани як правило позначають кольорами згідно з їхнім призначенням. Стандарт CEA-863-A кольорів представлено у таблиці
| Композитне аналогове відео               | Композитний                                                  | Жовтий       | Відео        |
| Аналоговий звук                          | Лівий/Моно                                                   | Білий        | Лівий/Моно   |
| Аналоговий звук                          | Правий                                                       | Червоний     | Правий       |
| Аналоговий звук                          | Центр                                                        | Зелений      | Центр        |
| Аналоговий звук                          | Лівий фронт (об'ємний)                                       | Блакитний    | Лівий фронт  |
| Аналоговий звук                          | Правий фронт (об'ємний)                                      | Сірий        | Правий фронт |
| Аналоговий звук                          | Лівий тил (об'ємний)                                         | Коричневий   | Лівий тил    |
| Аналоговий звук                          | Правий тил (об'ємний)                                        | Коричневий   | Правий тил   |
| Аналоговий звук                          | Сабвуфер                                                     | Пурпурний    | Сабвуфер     |
| Цифровий звук                            | S/PDIF                                                       | Помаранчевий | S/PDIF       |
| Компонентне аналогове відео (YPBPR)      | Y                                                            | Зелений      | Y            |
| Компонентне аналогове відео (YPBPR)      | PB/CB                                                        | Блакитний    | PB/CB        |
| Компонентне аналогове відео (YPBPR)      | PR/CR                                                        | Червоний     | PR/CR        |
| Компонентне аналогове відео/VGA (RGB/HV) | R                                                            | Червоний     | R            |
| Компонентне аналогове відео/VGA (RGB/HV) | G                                                            | Зелений      | G            |
| Компонентне аналогове відео/VGA (RGB/HV) | B                                                            | Блакитний    | B            |
| Компонентне аналогове відео/VGA (RGB/HV) | H (Горизонтальна синхронізація) S (Композитна синхронізація) | Жовтий       | H/S          |
| Компонентне аналогове відео/VGA (RGB/HV) | V (Вертикальна синхронізація)                                | Білий        | V            |

Існує ще багато стандартів, читайте про них в інших джерелах.